# 344
344（三百四十四、さんびゃくよんじゅうよん）は自然数、また整数において、343の次で345の前の数である。

## 性質
- 344は合成数であり、約数は 1, 2, 4, 8, 43, 86, 172, 344 である。
  - 約数の和は660。
- 344 = 62 + 82 + 102 + 122
  - 4連続偶数の平方和で表せる数である。1つ前は216、次は504。
- 各位の和が11になる32番目の数である。 1つ前は335、次は353。
- 各位の立方和が155になる最小の数である。次は434。(オンライン整数列大辞典の数列 A055012)
  - 各位の立方和が n になる最小の数である。1つ前の154は1135、次の156は1344。(オンライン整数列大辞典の数列 A165370)
- 344 = 73 + 1 
  - n = 3 のときの 7n + 1 の値とみたとき1つ前は50、次は2402。(オンライン整数列大辞典の数列 A034491)
  - n = 7 のときの n3 + 1 の値とみたとき1つ前は217、次は513。(オンライン整数列大辞典の数列 A001093)
  - 344 = 13 + 73
    - 2つの正の数の立方数の和で表せる21番目の数である。1つ前は341、次は351。(オンライン整数列大辞典の数列 A003325)
    - 異なる2つの正の数の立方数の和で表せる16番目の数である。1つ前は341、次は351。(オンライン整数列大辞典の数列 A024670)
- 344 = 22 + 42 + 182 = 22 + 122 + 142 = 102 + 102 + 122
  - 3つの平方数の和3通りで表せる48番目の数である。1つ前は338、次は347。(オンライン整数列大辞典の数列 A025323)
  - 344 = 22 + 42 + 182 = 22 + 122 + 142
    - 異なる3つの平方数の和2通りで表せる63番目の数である。1つ前は339、次は345。(オンライン整数列大辞典の数列 A025340)
- 344 = 43 + 43 + 63
  - 3つの正の数の立方数の和1通りで表せる43番目の数である。1つ前は342、次は345。(オンライン整数列大辞典の数列 A025395)
- 344 = 23 × 43
  - p3 × q の形で表せる18番目の数である。1つ前は328、次は351。(オンライン整数列大辞典の数列 A065036)

## その他 344 に関連すること
- 西暦344年
- 1年365日のうち344日目は12月10日となる。